# Keiko Kitagawa
 (septembre 2020).
Si vous disposez d'ouvrages ou d'articles de référence ou si vous connaissez des sites web de qualité traitant du thème abordé ici, merci de compléter l'article en donnant les références utiles à sa vérifiabilité et en les liant à la section « Notes et références ».
Pour les articles homonymes, voir Kitagawa (homonymie).
Keiko Kitagawa (北川景子, Kitagawa Keiko) est une actrice et mannequin japonaise, née le 22 août 1986 à Kobe.

## Biographie
Keiko est une actrice japonaise qui a interprété le rôle de Rei Hino (Sailor Mars) dans la série live Pretty Guardian Sailor Moon. Elle est ensuite apparue dans les films Mizu ni sumu hana (2006), Mamiya kyōdai (2006) et Fast and Furious: Tokyo Drift (2006).
Elle a gagné le concours de Miss Seventeen 2003 et devient modèle pour ce magazine de 2003 à 2006.
Keiko est également chanteuse. Elle a sorti un single Sakura Fubuki issu de son personnage Rei Hino dans Pretty Guardian Sailor Moon et a participé en 2004 au show musical Pretty Guardian Sailor Moon: Kirari Super Live.
Elle a un frère cadet et a étudié à l'université Meiji. Ses hobbies sont étudier (particulièrement l'économie), lire, nager, la calligraphie et le badminton. Par ailleurs, sa couleur préférée est le bleu et son animal préféré est le chat. De son propre aveu elle est d'un caractère timide et introvertie.
Elle se marie avec Daigo (Musicien) le 11 janvier 2016.

## Filmographie

### Films
- 2006 : Fast and Furious: Tokyo Drift : Reiko
- 2006 : Mizu ni sumu hana :  Mizuchi Rikka
- 2006 : Cherry Pie: Kiyohara
- 2006 : Mamiya kyōdai : Yumi Honma
- 2007 : Heat Island: Nao
- 2007 : Dear Friends : Rina
- 2007 : Sono toki wa kare ni yoroshiku : Katsuraki Momoko
- 2007 : Southbound : Uehara Youko
- 2008 : Handsome Suit : de Hoshino Hiroko
- 2009 : Orion in Midsummer : Shizuko Izumi
- 2010 : Hana no ato : Ito
- 2010 : Shikeidai no Elevator
- 2010 : Matataki
- 2011 : Paradise Kiss
- 2012 : Magic Tree House
- 2013 : Roommate
- 2014 : Judge!
- 2014 : Dakishimetai
- 2014 : Akumu-chan The Movie
- 2015 : The Pearls of the Stone Man
- 2015 : Something Like, Something Like It
- 2015 : Hero
- 2017 : Hamon: Yakuza Boogie
- 2017 : Let Me Eat Your Pancreas
- 2017 : The Last Shot in the Bar
- 2018 : Stolen Identity : Asami Inaba
- 2018 : My Teacher, My Love : apparition
- 2019 : Hikita-san ! Gokainin desuyo
- 2020 : The Legacy of Dr. Death : Black File
- 2020 : The Promised Neverland

### Séries télévisées
- 2003/2005 : Pretty Guardian Sailor Moon : Rei Hino/Sailor Mars
- 2007 : Mop Girl : Momoko Hasegawa
- 2008 : Taiyo to umi no kyoshitsu : Enokido Wakaba
- 2009 : Buzzer Beat : Shirakawa Riko
- 2010 : Tsuki no koibito : Onuki Yozuki
- 2011 : Lady : Shoko
- 2011 : Nazotoki wa Dinner no Ato de
- 2011 : Kono sekai no katasumi ni
- 2012 : Akumu-chan
- 2013 : Dokushin kizoku
- 2014 : Mi o tsukushi ryoricho 2
- 2014 : Hero
- 2015 : Tantei no tantei
- 2016 : Kuroi jukai
- 2016 : Your Home is My Business!
- 2016 : Hippocratic Oath
- 2017 : Happiness's Memory
- 2017 : Your Home is My Business! Returns
- 2017 : Honto ni atta kowai hanashi
- 2018 : Segodon

## Livres
- 2006 : Stylish Street Bool "I've been to Hollywood!"
- 2007 : Kitagawa Keiko Shashinshū Dear Friends
- 2008 : Actress Make Up
- 2010 : Actress Make Up II
- 2011 : Eiga "Paradise Kiss" official murasaki by Kitagawa Keiko Fashion Photo Book
- 2013 : Original 1st shashin-shū `27' (Ni Juna Na)

## Publicités
- 2007 : Suntory : Let's Diet Water
- 2007 : Kanebo Cosmetics : Coffret D'Or
- 2007/2008 : NTT : DoCoMo 2. 0
- 2008 : Glico : Palitte
- 2008 : Suntory : Capsela
- 2008 : Glico : Breo
- 2008 : Kanaflex
- 2008 : All Nippon Airways : Okinawa
- 2009 : Kanebo: SALA
- 2010 : SEED
- 2010 : Sony α
- 2010 : Sony Cybershot
- 2011 : Sumitomo Life
- 2012 : Palitte Glico Ice Cream